# Valjunquera
Valjunquera (katalanisch: Valljunquera) ist eine spanische Gemeinde in der Provinz Teruel der Autonomen Region Aragón. Sie liegt rund 16 Kilometer nordwestlich von Valderrobres in der Comarca Matarraña (Matarranya) im überwiegend katalanischsprachigen Gebiet der Franja de Aragón. 2024 hatte die Gemeinde 328 Einwohner.

## Geschichte
In der Umgebung der hauptsächlich agrarisch geprägten Gemeinde liegen drei archäologische Fundstätten aus der Zeit der Iberer: Mirablanc, Castellar und Lliri. Der ursprünglich ummauerte Ort dürfte auf eine arabische Gründung zurückgehen; er kam nach der Reconquista an den Orden von Calatrava.

## Einwohnerentwicklung
| 2001 | 2006 | 2011 | 2013 |
| ---- | ---- | ---- | ---- |
| 433  | 414  | 387  | 383  |

## Verkehr
Auf der 1973 stillgelegten Bahnstrecke wurde der Radweg Vía Verde de la Val de Zafán eingerichtet.

## Sehenswürdigkeiten
- Pfarrkirche Sant Miguel

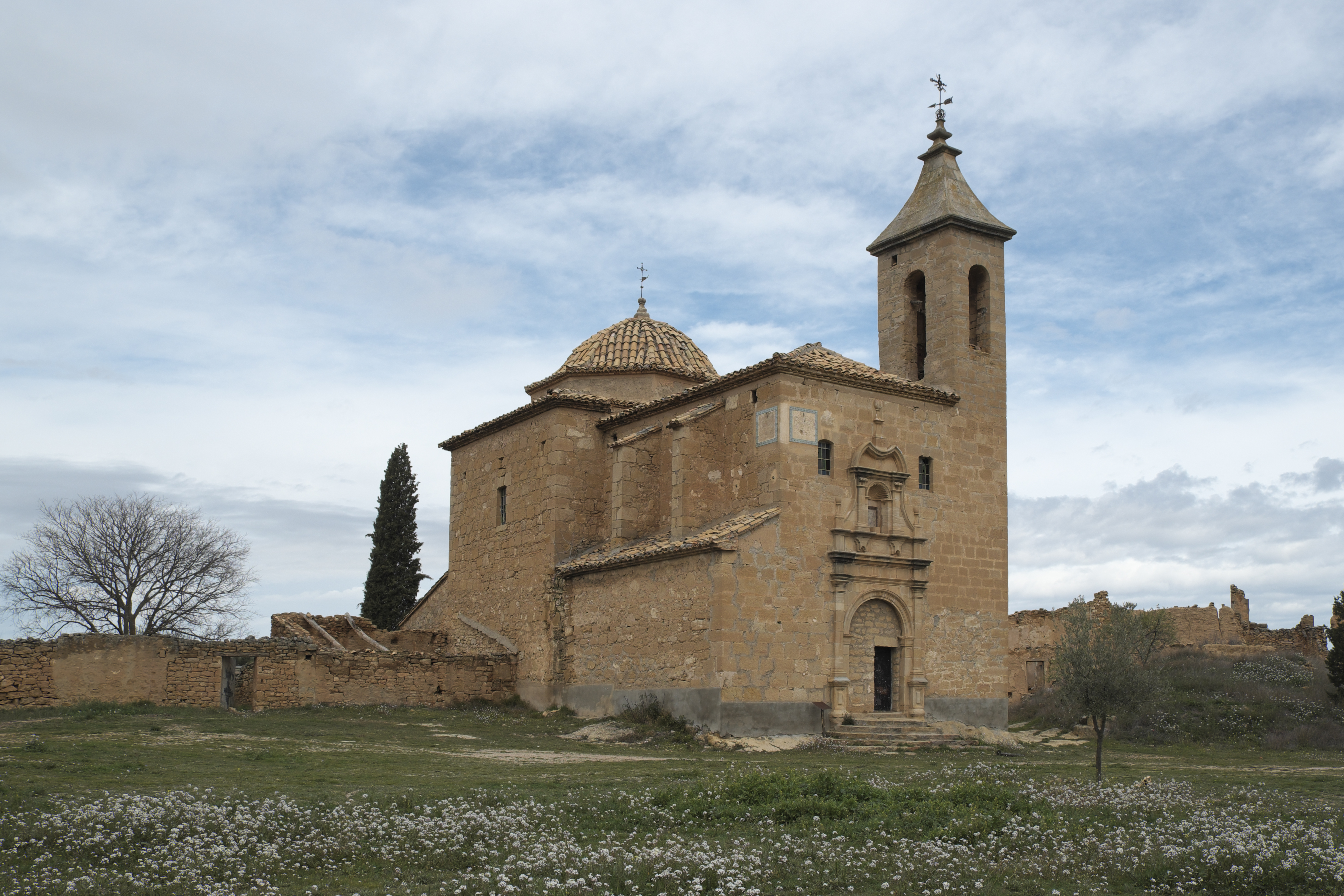
Kirche San Juan Degollado

- Kirche San Juan Decollado in dem entvölkerten Mas del Labrador
- Museo de la Memoria Histórica del Matarraña
- Reste der Ummauerung
- Einsiedeleien Santa Bárbara und La Piedad